# Rendar
Rendar (llamada oficialmente Santa María de Rendar) es una parroquia y una aldea española del municipio de Incio, en la provincia de Lugo, Galicia.

## Límites
Limita con las parroquias de Viso al norte, Toldaos al este, Sirgueiros y Eirexalba al sur, y Vilasouto y Goó al oeste.

## Organización territorial
La parroquia está formada por cinco entidades de población, constando dos de ellas en el nomenclátor del Instituto Nacional de Estadística español:
- Aira (A Aira)
- Iglesia (Airexe)
- Novelín
- Paredes
- Romariz
- Rendar*

## Demografía

### Parroquia
| Gráfica de evolución demográfica de Rendar (parroquia) entre 2000 y 2020 |
|                                                                          |
| Datos según el nomenclátor publicado por el INE.                         |

### Aldea
| Gráfica de evolución demográfica de Rendar (aldea) entre 2000 y 2020 |
|                                                                      |
| Datos según el nomenclátor publicado por el INE.                     |